# Kampot (ville)
Pour la province, voir province de Kampot.
Kampot (khmer : កំពត) est une ville du Cambodge, capitale de la province homonyme. Le nom signifie « tétraodon » en khmer.
Dominé par le massif du Bokor (1 080 m), ce port du Golfe de Thaïlande a connu son heure de gloire à l'époque coloniale grâce au commerce du poivre de Kampot.

Cette ville conserve encore de nos jours de très nombreux "compartiments chinois" (en anglais : shophouses) de deux, trois ou quatre niveaux : boutique sur la rue, entrepôt avec séjour à l'arrière  et appartements dans les étages supérieurs.

Compartiments chinois (shophouses) de la rue du vieux marché
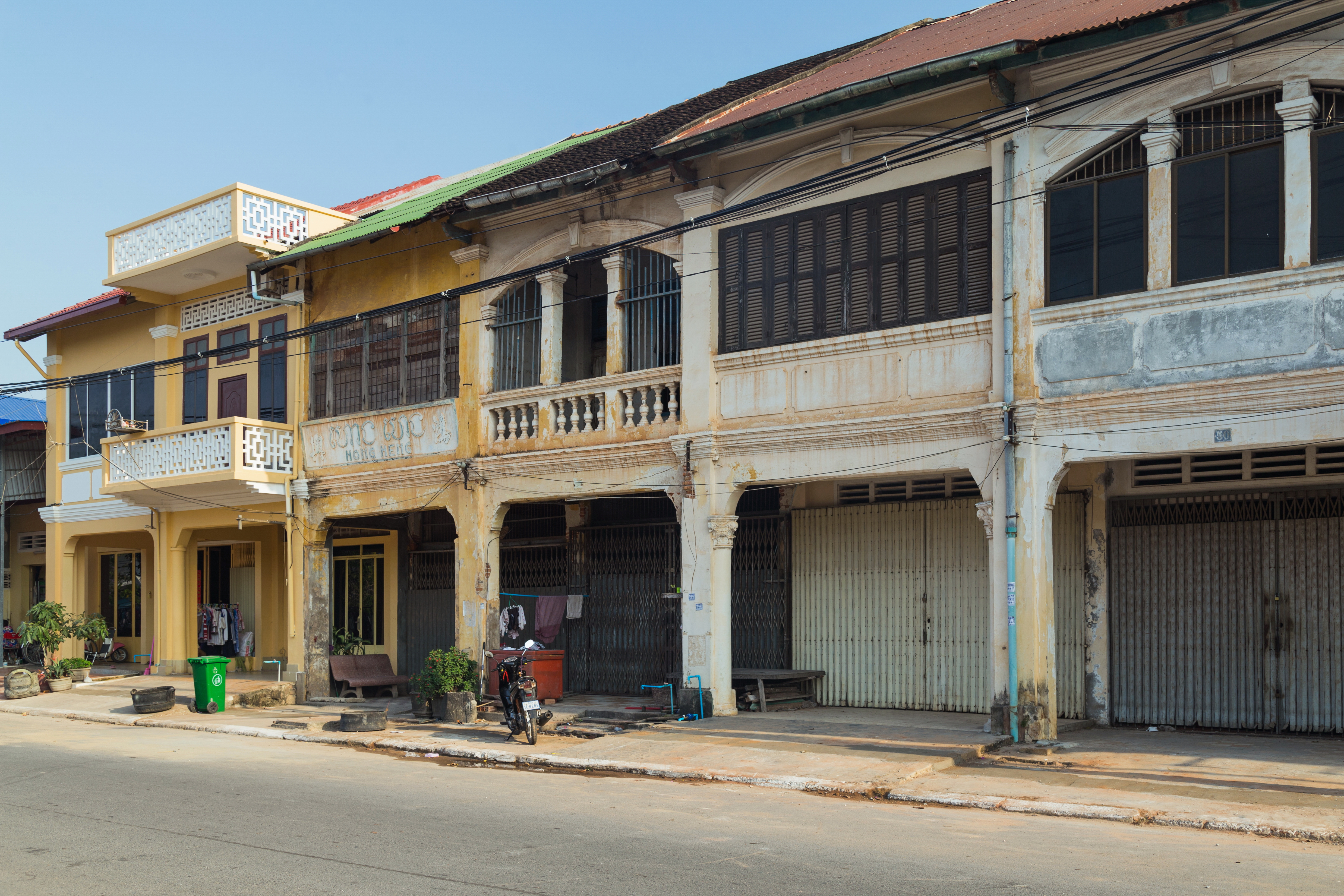
Avant restauration en 2016
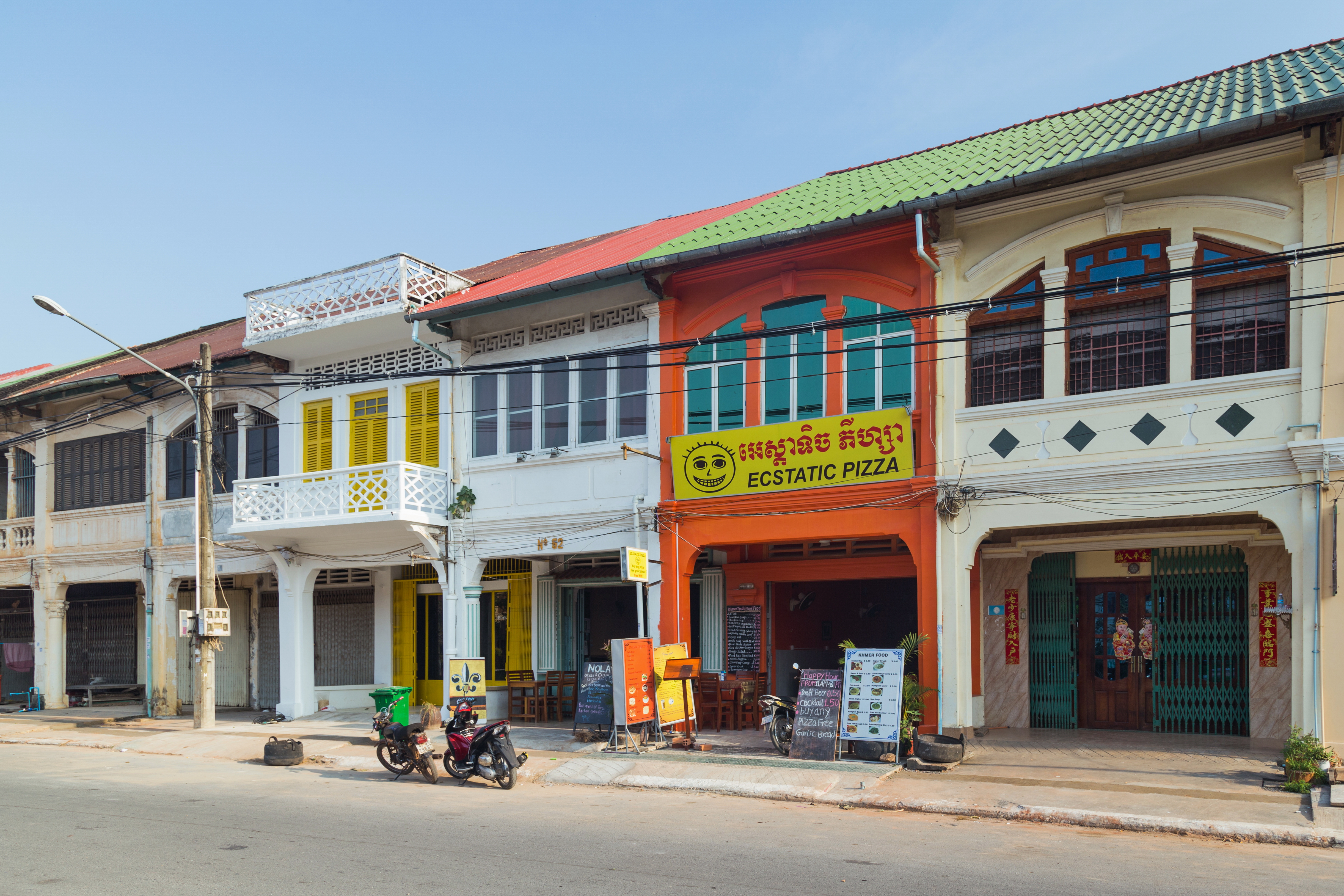
Après restauration en 2016
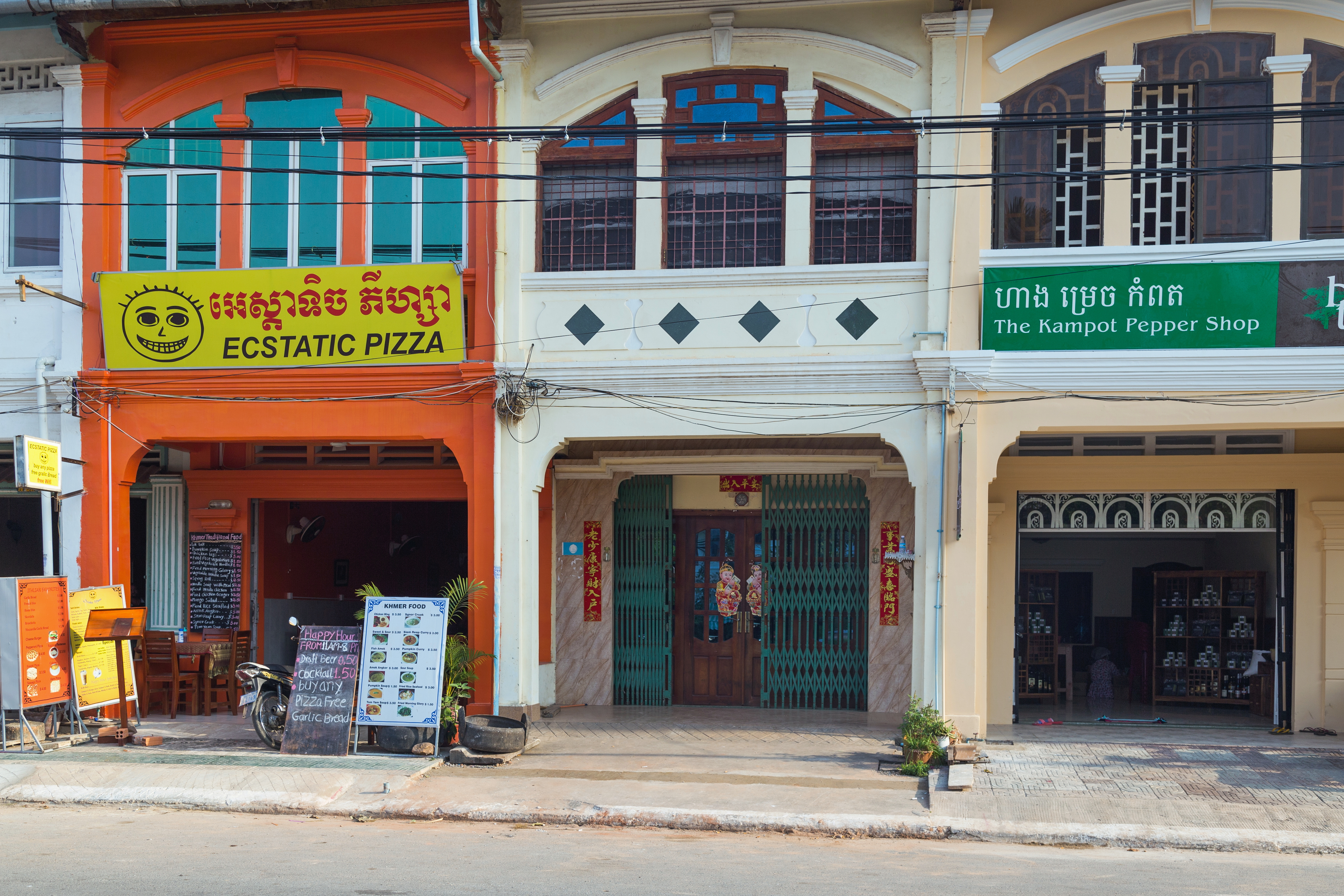

La commune a signé en 2001 un contrat de coopération avec Lognes (Seine et Marne - France), en vue de créer des maisons des jeunes et de la culture à Phnom Penh et Kampot.

## Activités
- Tourisme
  - station d'altitude de Bokor
  - La Plantation Kampot, site d’agrotourisme social et responsable[3]
- Agriculture - Poivre